# Lynne Bowen
Lynne Bowen (* 22. August 1940 in Indian Head, Saskatchewan) ist eine kanadische Sachbuch-Autorin, Historikerin, Journalistin und Hochschuldozentin, die vorwiegend auf dem Gebiet populärwissenschaftlicher Bücher zur Geschichte British Columbias hervorgetreten ist und unter anderem mit dem Eaton’s British Columbia Book Award (1983), der Lieutenant-Governor’s Medal for Writing British Columbia History (1987) und dem Hubert Evans Non-Fiction Prize (1993) ausgezeichnet wurde.

## Leben
Lynne Bowen wurde 1940 in Indian Head, Saskatchewan, geboren, wuchs in Calgary und Hinton, Alberta, auf. Sie machte zunächst an der University of Alberta eine Ausbildung als Krankenschwester, arbeitete für das Gesundheitsamt, heiratete und zog drei Kinder auf. Währenddessen war sie 1972 nach British Columbia gezogen, wo sie bis heute ihren Lebensmittelpunkt in Nanaimo auf Vancouver Island hat. Die Spätberufene entschloss sich aus Spaß an der Materie zu einem Studium der Geschichtswissenschaften an der University of Victoria und erwartete nicht, Schriftstellerin zu werden.
Drei Wochen nachdem man ihr 1980 ihren Magister artium in Westkanadischer Geschichte verliehen hatte, sprach sie eine Gruppe altgedienter Kohlebergwerker an, die ihr ihre Geschichte zu erzählen hatten. Aus dieser oral history resultierte ihr erstes Buch Boss Whistle.  The Coal Miners of Vancouver Island Remember (1982), das von der Geschichte der Kohleminen der Familie Dunsmuir auf Vancouver Island und deren Arbeiter handelte. Kern des Buchs waren 130 Stunden Interview mit Myrtle Bergren. Als Sponsor trat Nanaimo’s Coal Tyee Society auf.
Nachdem das Buch 1982 den Eaton’s B.C. Book Award gewonnen hatte, drang Bown tiefer in das Thema ein und schrieb eine Fortsetzung mit Three Dollar Dreams (1987), um die mitunter gewalttätige Geschichte der Arbeiterbewegung der Kohleminen im Süden von Vancouver Island von 1848 bis 1900 besser darstellen zu können. Three Dollar Dreams stand 1988 auf der Shortlist des Roderick Haig-Brown Regional Prize und gewann die Lieutenant-Governor’s Medal for Writing British Columbia History.
Diese Arbeit führte sie zu einer Geschichte der gesamten Familiendynastie, The Dunsmuirs of Nanaimo (1989), und zu einer Biografie des legendären Kohlebarons Robert Dunsmuir, Robert Dunsmuir: Laird of the Mines (1999), der schon das Thema für zwei Theaterstücke Rod Langleys abgab. Bereits 1993 hatte sie mit Muddling Through, The Remarkable Story of the Barr Colonists, in der sie als Enkelin von Isaac Montgomery Barr (1847–1937) gewissermaßen ihre eigene Familienpioniergeschichte untersuchte und die jener 200 britischen Siedler, die 1903 dem charismatischen Prediger in den entlegenen Süden Saskatoons folgten, den zu den BC Book Prizes gehörenden Hubert Evans Non-Fiction Prize erringen können.
In ihrem neuesten Buch, Whoever Gives Us Bread: The Story of Italians in British Columbia (2011), porträtierte Lynne Bowen die Geschichte und Bedeutung italienischer Immigranten in British Columbia, bei der sie auch Recherche-Reisen nach Italien unternahm. Dabei enthüllte sie auch die Geschichte von rund 50 Italienern, die man während des Zweiten Weltkriegs in ein Internierungslager auf Vancouver Island steckte, da die Regierungsstellen Angst vor einer 5. Kolonne im Dienste Benito Mussolinis hatten.
Nach bisher sechs Büchern, vielen Zeitschriftenartikeln für Columnist sowie einer Tageszeitungskolumne und Radiosendung für CKEG (1981) schreibt Bowen weiterhin historische Sachbücher. Außerdem war sie stellvertretende Vorsitzende am Rogers Communications Lehrstuhl für Kreatives Schreiben von Sachliteratur an der University of British Columbia von 1992 bis 2006.
Darüber hinaus arbeitete sie als Sachverständige und Drehbuchautorin bei der Produktion historischer Video-Porträts British Columbias (Nanaimo Heritage Video, 1989; Harbour City, 1996) und war zwischen 1987 und 1990 vertretungsweise Dozentin für Geschichte am Malaspina College in Nanaimo. Einige ihrer Bücher wurden auch als Hörbücher für Schulen aufgenommen, und diverse Interviews fanden ihren Weg als Dokumentations-CD in die Archive.

## Werk
Sachliteratur
- Friendly societies in Nanaimo : the British tradition of self-help in a Canadian coal mining community. Thesis (M.A.), University of Victoria 1980.
- Boss Whistle. The Coal Miners of Vancouver Island Remember. Oolichan Books, Lantzville 1982, ISBN 0-88982-041-4.[6]
  - Überarbeitete Neuauflage: Rocky Point Books und Nanaimo District Museum, Nanaimo 2002.
- Three Dollar Dreams. Oolichan Books, Lantzville 1987, ISBN 0-88982-065-1.[7]
- The Dunsmuirs of Nanaimo. The Nanaimo Festival, Nanaimo 1989.
- Muddling Through. The Remarkable Story of the Barr Colonists. Douglas & McIntyre, Vancouver 1992, ISBN 1-55054-053-X.
- Those Lake People. Stories of Cowichan Lake. Douglas & McIntyre, Vancouver 1995, ISBN 1-55054-464-0.
- Robert Dunsmuir. Laird of the Mines. XYZ Publishing, Montreal 1999, ISBN 0-9683601-3-0.
- Whoever Gives Us Bread. The Story of Italians in British Columbia. Douglas & McIntyre, Vancouver 2011, ISBN 978-1-55365-608-1.

Lexikaartikel
- Barr Colony. In: Oxford Reference Online / Gerald Hallowell: The Oxford Companion to Canadian History. Oxford 2004.
- James Robert Dansmuir. In: Oxford Reference Online / Gerald Hallowell: The Oxford Companion to Canadian History. Oxford 2004.

Dokumentarfilme
- Nanaimo Heritage Video. 1989.
- Stanley Burke, Rod Langley, Lynne Bowen: One hundred years below. Imagemedia Services, Richmond, B.C. 1992. 23 min.
- Harbour City. 1996.

Hörbücher
- Interview with Bill Rice-Wyse. Coal Tyee Society, Nanaimo, B.C. 1979, CD, 55 min.
- Interview with Joseph White. Coal Tyee Society, Nanaimo, B.C. 1983, CD, 45 min.
- Interview with George Edwards about the Wellington mines. Coal Tyee Society, Nanaimo, B.C. 1983, CD, 58 min.
- Interview with Barbara Freeman Stannard. Coal Tyee Society, Nanaimo, B.C. 1983, CD, 60 min.
- Conversation with William Cottle and Nelson Dean while visiting the mine sites of Wellington. Coal Tyee Society, Nanaimo, B.C. 1984, CD, 43 min.
- Interview with William Cottle, Nelson Dean, Jock Gilmour and Jack Atkinson. Coal Tyee Society, Nanaimo, B.C. 1984, 2 CD, 85 min.
- Interview with Marie Conti, Dorothy Graham, and John Marocch. Coal Tyee Society, Nanaimo, B.C. 1984, CD, 60 min.
- Interview with Olive Storey Spencer. Coal Tyee Society, Nanaimo, B.C. 1984, CD, 60 min.
- Interview with Vera Cornish Riddell. Coal Tyee Society, Nanaimo, B.C. 1984, CD, 42 min.
- Interview with Lillian Dixon. Coal Tyee Society, Nanaimo, B.C. 1985, CD, 43 min.
- Conversation with George Edwards and Joseph White while visiting the mine sites of Wellington. Coal Tyee Society, Nanaimo, B.C. 1985, CD, 58 min.
- Muddling Through. The Remarkable Story of the Barr Colonists. Sprecher: Robert Adams. 7 Audio-Cassetten, 525 min., LSB, Vancouver, BC 1995.
- Those Lake People. Stories of Cowichan Lake. Sprecherin: Barbara Karmazyn, 9 Audio-Cassetten, 580 min., LSB, Vancouver, BC 2002.

## Ausstellungen
- Lynne Bowen: „The Italians of Store and Johnson Streets.“ A Friends of the BC Archives presentation. Royal BC Museum. Eröffnung 22. April 2012.[8]

## Auszeichnungen und Nominierungen
- 1983: Eaton’s British Columbia Book Award für Boss Whistle. The Coal Miners of Vancouver Island Remember
- 1983: Canadian Historical Association Regional Certificate of Merit
- 1987: Lieutenant-Governor’s Medal for Writing British Columbia History
- 1988: Shortlist, Roderick Haig-Brown Regional Prize für Three Dollar Dreams.
- 1993: Hubert Evans Non-Fiction Prize für Muddling Through. The Remarkable Story of the Barr Colonists.
- 1992: Canadian Historical Association Regional Certificate of Merit, Prairies/Northwest Territories
- 2000: Distinguished Alumni Award, Concordia University College of Alberta
- 2000: Certificate of Honour, British Columbia Historical Federation Writing Competition
- 2011: Shortlist City of Vancouver Book Award für Whoever Gives Us Bread[9]

## Rezension
Robert Dunsmuir. Laird of the Mines
- „Having written two successful books on the coal mining culture of Vancouver Island, Lynne Bowen has written a concise, readable life of King Grab, suitable for young adults and useful to anyone seeking a handy research tool. She provides a chronology, aligning Dunsmuir’s life with the major events of his time in Canada and around the world, and a bibliography of her sources and related works.“[3]
- „The reader gains important insights into the lives and circumstances of the workers of the period, the aboriginal population, and of the various immigrant groups particularly the Chinese whose fate was very much shaped by Dunsmuir and his ilk. The book provides at once a fascinating piece of social history, and the basis for an enhanced appreciation of contemporary Canadian society.“[10]

Whoever Gives us Bread: The Story of Italians in British Columbia
- „Bowen’s enthusiasm for her subjects is unmistakable and of great benefit to the reader. Her prose is supported by eighteen years of travel and research that took her the length of the Italian peninsula to the agrotowns that her subjects departed, the cities and outposts of British Columbia where they worked and settled, and the various archives that documented their presence. She uncovers valuable information from a staggering number of sources, including monographs, obscure or out-of-print books, genealogical records, commemorative booklets, payroll and inventory lists, and oral testimonies both old and recent. (...) On a more critical note, the story-telling format struggles when a chapter’s contents are loosely festooned into a common theme. (...) These comments aside, Whoever Gives us Bread is a well-sourced, timely, and highly readable book. It colours the familiar and lesser-travelled places of British Columbia with the imprint of Italian experiences“.[11]

## Rezeption
Indirekt dienten Teile ihres Buchs Boss Whistle als Inszenierungsgrundlage des Theaterstücks We too von Jeremy Long und Phil Savath, das versuchte, Industriegeschichte auf die Bühne zu bringen. Das Theaterstück erlebte in seiner überarbeiteten Form seine Uraufführung am 4. März 2011 an der Vancouver Island University. Zuvor war es bereits am Malaspina College gezeigt worden.